# Tadeusz Podwiński
Tadeusz Bolesław Podwiński (ur. 8 listopada 1932 w Zborowie) – polski nauczyciel i urzędnik państwowy, w latach 1983–1990 wicewojewoda legnicki.

## Życiorys
W latach 1953–1958 studiował na Wydziale Filozoficzno-Historycznym Uniwersytetu Wrocławskiego, ukończył też studia podyplomowe na Wydziale Prawa UWr. Początkowo pracował w Ministerstwie Oświaty, następnie kolejno jako nauczyciel, dyrektor szkoły oraz kierownik Wydziału Oświaty i Kultury Prezydium Powiatowej Rady Narodowej. Od 1975 związany z Legnicą, gdzie w latach 1975–1983 był kuratorem oświaty. Od 1 września 1983 do 25 czerwca 1990 sprawował funkcję wicewojewody legnickiego. Należał do Zjednoczonego Stronnictwa Ludowego.
Działał w różnych organizacjach, m.in. w Towarzystwie Przyjaciół Nauk w Legnicy (prezes), Towarzystwie Wolnej Wszechnicy Polskiej (wiceprezes). Zasiadał w zarządzie Dolnośląskiego Związku Piłki Nożnej, a w latach 2000–2012 kierował Okręgowym Zarządem Piłki Nożnej w Legnicy.
Odznaczony m.in. Krzyżem Kawalerskim i Oficerskim Orderu Odrodzenia Polski, Złotym Krzyżem Zasługi i Medalem Komisji Edukacji Narodowej, a także Srebrnym Medalem Opiekuna Miejsc Pamięci Narodowej.